# Alpes juliennes
Les Alpes juliennes (en italien : Alpi Giulie, en slovène : Julijske Alpe) sont un massif des Préalpes orientales méridionales. Elles s'étendent des régions de la Haute-Carniole et de la Goriška en Slovénie jusqu'à la région du Frioul-Vénétie Julienne en Italie.
Le Triglav est le point culminant du massif.
Au sens large, les Alpes juliennes sont un ensemble des Alpes orientales comprenant également les massifs des Karavanke, des Alpes kamniques et du Pohorje au nord et à l'est.

## Toponymie
La dénomination « Alpes juliennes » vient de l'expression latine Alpes Iuliae. Cette expression est plus récente que les autres expressions désignant les chaînes des Alpes orientales (comme Alpes Noricae ou Alpes Carnicae, que l'on trouve chez Pline l'Ancien et chez Florus, mais qui sont annoncées indirectement par des géographes antérieurs).
La première mention des Iuliae Alpes se trouve chez Tacite, mais l'expression ne devient fréquente qu'au IVe siècle, notamment chez Ammien Marcellin. Le nom fait certainement référence à la gens Iulia, mais les historiens antiques n'en éclairent pas l'origine et les historiens modernes ne sont pas d'accord entre eux : un premier groupe, à la suite de Cluverius, pense qu'il rappelle Jules César ; on attribue souvent à César la fondation de Forum Iulii (l'actuelle Cividale del Friuli) quand il était proconsul de Gaule cisalpine ; un deuxième groupe constate que le rôle de César dans cette région a été beaucoup plus limité que celui d'Auguste, qui en fut le pacificateur, et pense donc qu’Alpes Iuliae serait plutôt à mettre en rapport avec le premier empereur.

## Géographie

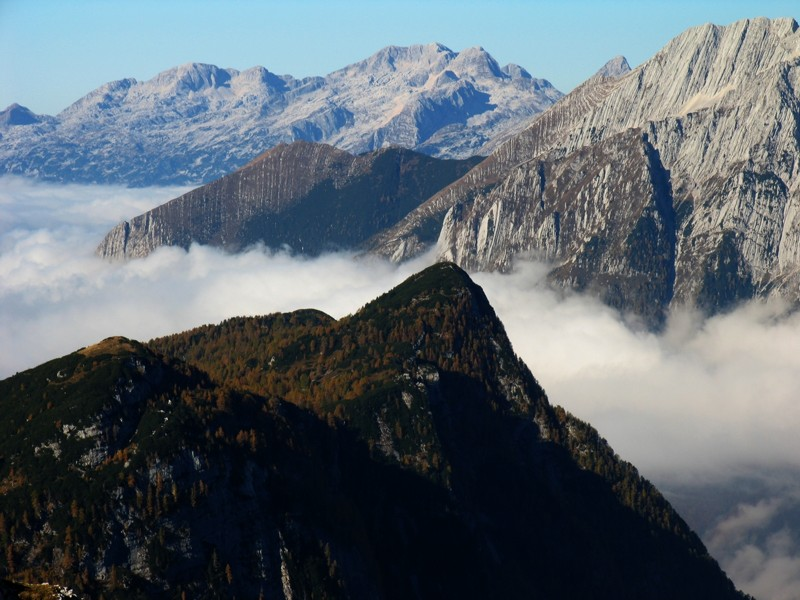
Vue sur les Alpes juliennes.

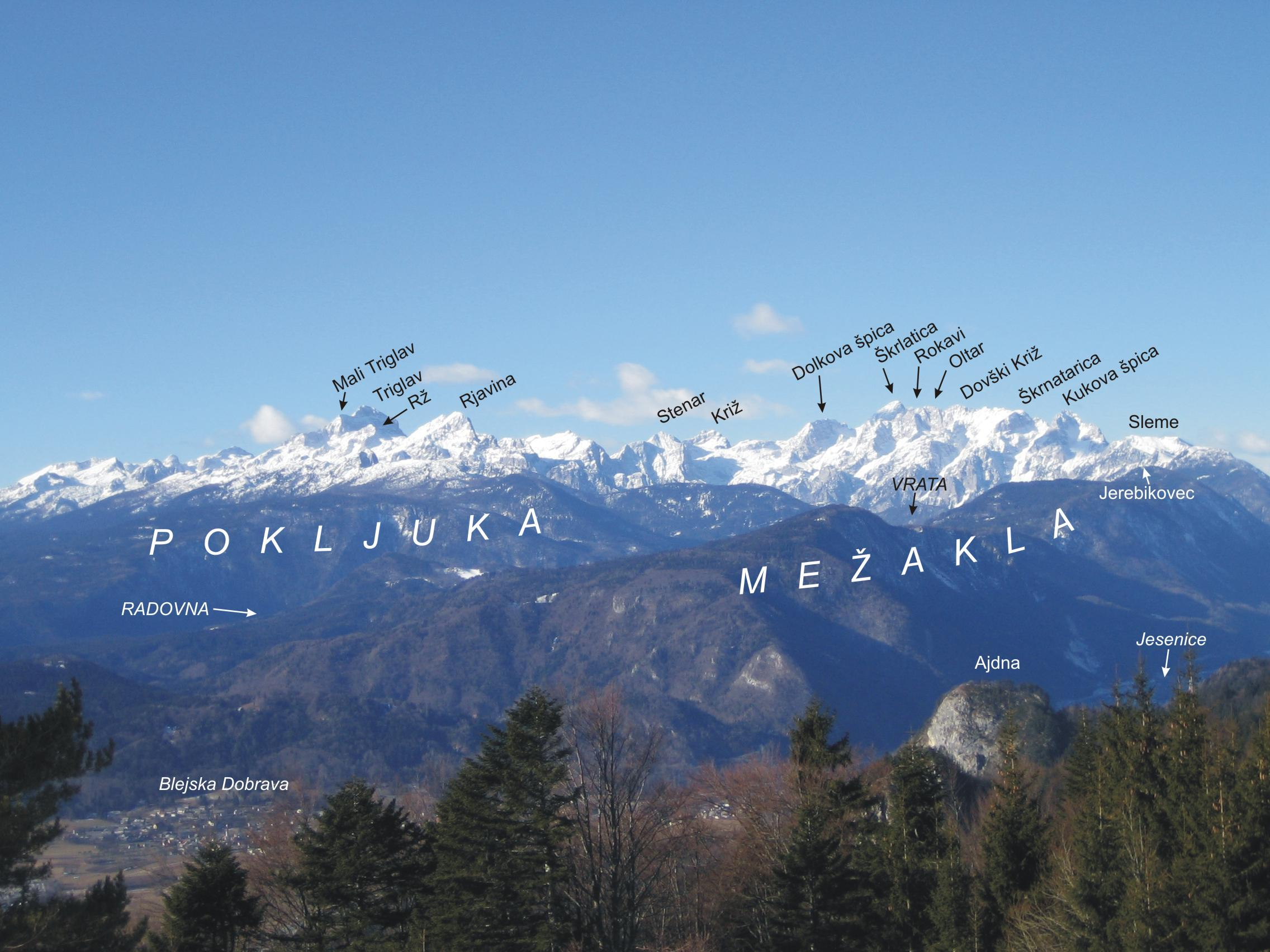
Vue sur les sommets des Alpes juliennes.

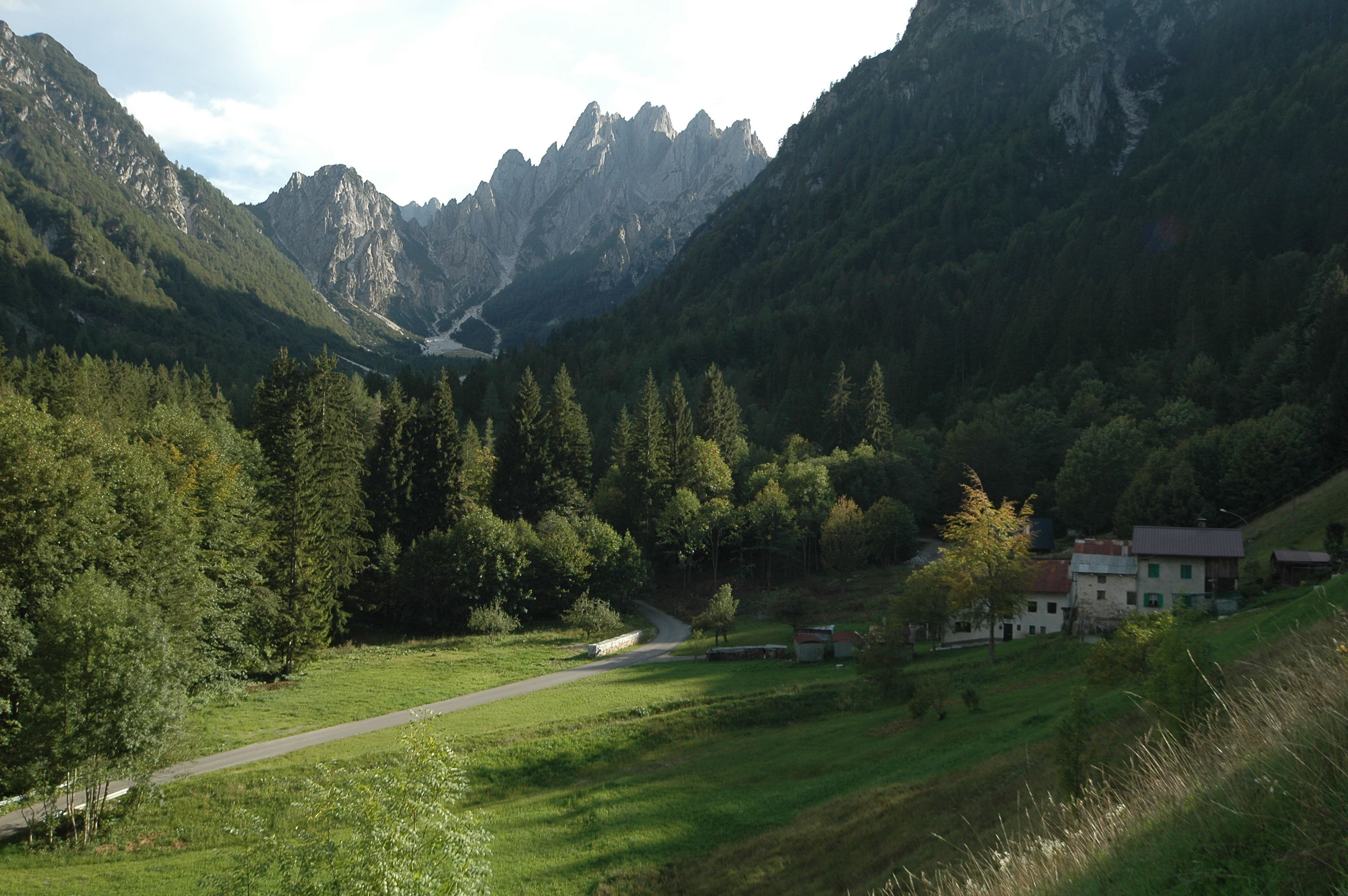
Vallée d'Aupa.

### Situation
Le massif est entouré des Préalpes carniques, de l'autre côté de la vallée du Tagliamento, à l'ouest et des Alpes carniques au nord. La vallée de la Save les sépare des Karavanke au nord-est et des Alpes kamniques à l'est. Au sud, le pied des Alpes juliennes est contigu du bord du Carso et des Dinarides. Le plus important passage de la région, le col du Predil, se situe entre Tarvisio au nord et Bovec sur le bassin supérieur de l'Isonzo (Soča) au sud.
Le Triglav (littéralement « Trois Têtes »), à 2 864 mètres d'altitude, est le plus haut sommet de Slovénie et de l'ancienne Yougoslavie.

### Sommets principaux
- Triglav, 2 864 m
- Montasch, 2 753 m
- Škrlatica, 2 740 m
- Mangart, 2 679 m
- Jôf Fuart, 2 666 m
- Jalovec, 2 645 m
- Razor, 2 601 m
- Kanin, 2 587 m
- Kanjavec, 2 569 m
- Prisojnik, 2 547 m
- Rjavina, 2 532 m
- Stenar, 2 501 m
- Špik, 2 473 m
- Plaski Vogel, 2 348 m
- Bavski Grintavec, 2 347 m
- Kleine Mojstrovka, 2 332 m
- Tosc, 2 273 m
- Strug, 2 265 m
- Krn, 2 244 m
- Rombon, 2 208 m

## Géologie
Le massif est constitué de calcaire et de dolomie.

## Histoire

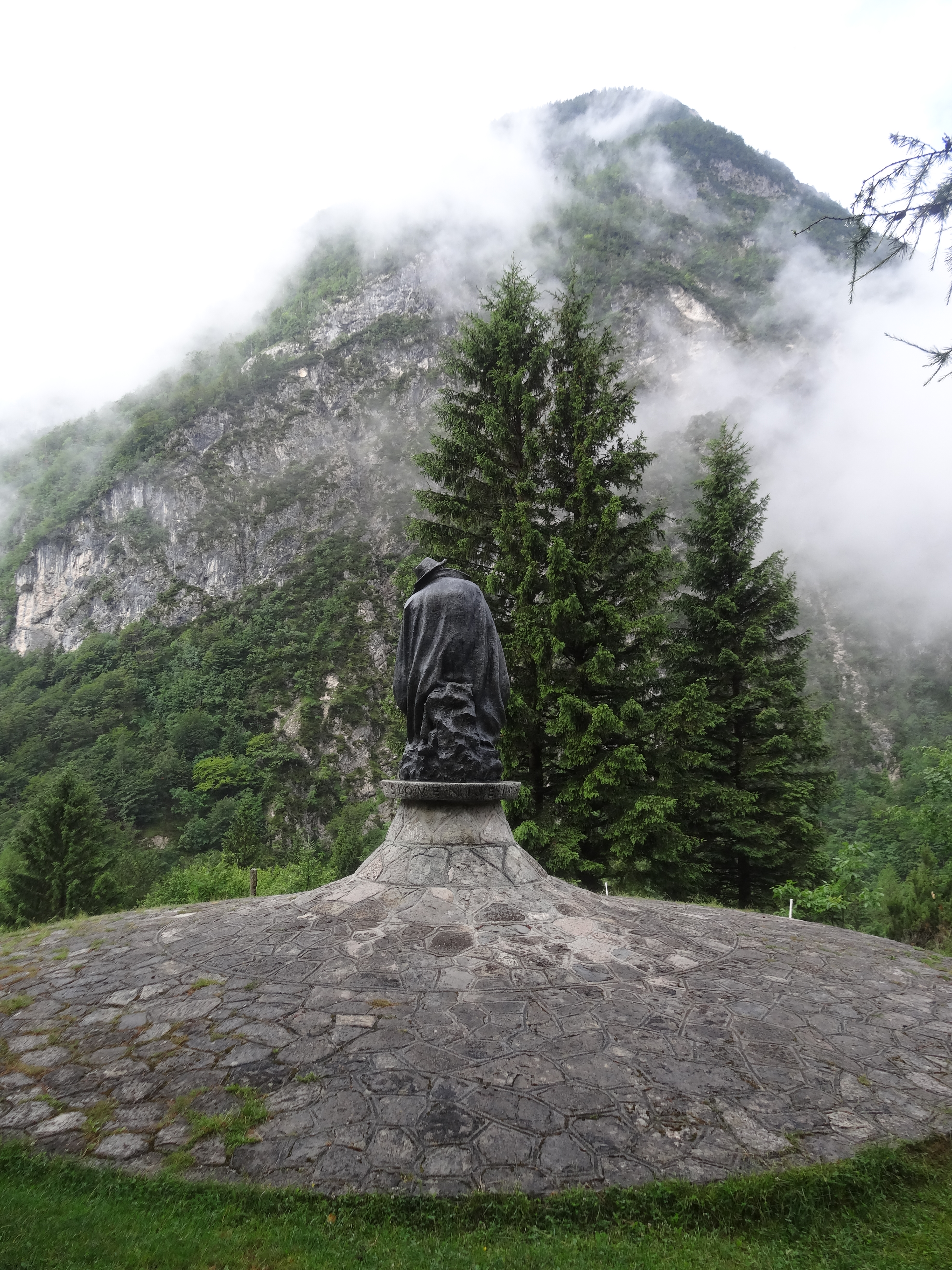
Monument à Julius Kugy près de Bovec.

Depuis le haut Moyen Âge, les Alpes juliennes forment une barrière linguistique entre le frioulan et le slovène. Les frontières linguistiques et nationales ne correspondent pas ; désormais, ce sont donc quatre langues qui coexistent dans ces montagnes : l'italien, le frioulan, le slovène et l'allemand. Le frioulan est également parlé dans la région slovène de Goriška, alors que l'allemand, isolé la majeure partie du temps au long des siècles, réussissait sous la monarchie de Habsbourg à s'imposer au sein de véritables enclaves linguistiques, comme à Sorica (Zarz), à Nemški Rovt (Deutsch Gereuth) et à Rut (Deutsch Ruth).
Belsazar Hacquet (1739–1815), auteur de la première tentative d'ascension du Triglav en 1777, et surtout Julius Kugy (1858–1944) contribuèrent par leurs écrits à mettre en lumière le massif.
Au cours de la troisième guerre d'indépendance italienne en 1866, le royaume d'Italie reçoit la partie ouest du Frioul et des Alpes juliennes de l'empire d'Autriche ne conservant que le territoire de Gorizia et Gradisca. Durant la Première Guerre mondiale, un front s'ouvrit sur les rives de l'Isonzo. La guerre de position sanglante qui s'y déroula de 1915 à 1917 laisse aujourd'hui encore des traces : nombreux barbelés, obus non éclatés, etc. Après cette guerre, par le traité de Saint-Germain-en-Laye (1919), l'Italie reçoit la majeure partie des Alpes juliennes incorporée dans la Vénétie julienne, mais doit de nouveau se retirer de la vallée de l'Isonzo au nord de Gorizia après la Seconde Guerre mondiale, le reste allant à la Yougoslavie.

## Activités

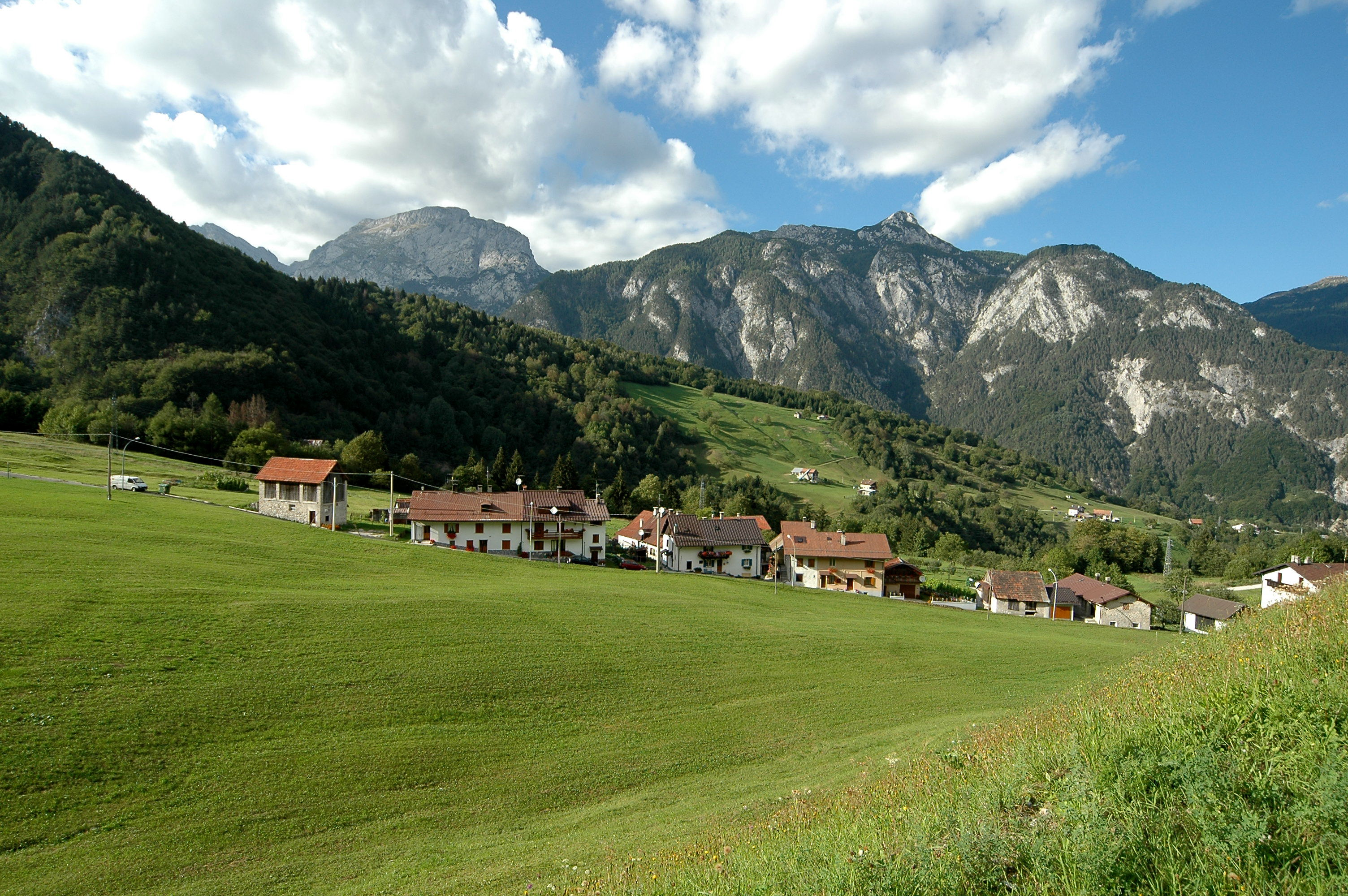
La vallée de Studena.

### Stations de sports d'hiver
- Bovec-Kanin
- Cerkno
- Chiusaforte -Sella Nevea-Canin
- Kranjska Gora
- Malborghetto Valbruna
- Soriska Planina
- Stari Vrh
- Straza-Bled
- Tarvisio-Monte Lussari
- Vogel-Bohinj

### Économie locale
Aujourd'hui, les Alpes juliennes sont une région où l'économie est peu développée et les structures manquantes. L'industrie minière du plomb est paralysée depuis la fin du XXe siècle et l'agriculture rencontre des difficultés en raison de la complexité à exploiter les terres.
Malgré tout, quelques villes arrivent à se développer en profitant du trafic transfrontalier (Tarvisio). Le « tourisme vert et blanc » s'y développe, tant en Slovénie qu'en Italie, en attirant une clientèle de proximité slovène et italienne, et européenne de l'Ouest et de l'Est (Allemagne, Autriche, Suisse, Croatie, Hongrie, Slovaquie, Pologne, Russie, Suède, Danemark).

### Protection environnementale

#### Parc national
Le parc national du Triglav, entièrement en Slovénie, se situe au cœur du massif. Il a une superficie de 848 km2.

#### Réserve de biosphère
Les réserves de biosphère des Alpes juliennes slovène (créée en 2003) et italienne (créée en 2019) ont fusionné en 2024 pour donner naissance à une réserve de biosphère transfrontière. Celle-ci couvre une superficie de 2 671 km2, qui comprend des aires centrales de 735 km2, des zones tampons de 438 km2 ainsi que des aires de transition d’une superficie totale de 1 497 km2, où vivent 109 060 habitants répartis dans vingt municipalités.

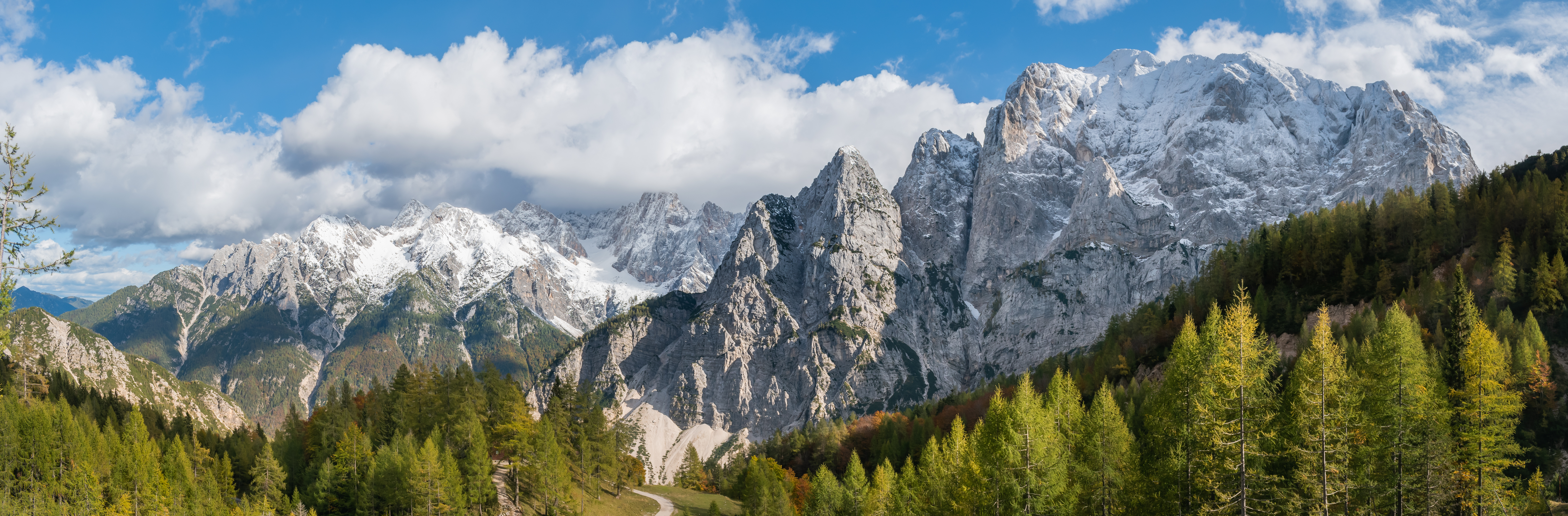
Vue des Alpes juliennes depuis le col du Vršič, avec le Špik, le Škrlatica et, juste derrière la forêt ombragée, le Prisojnik.